# Twist City
Twist City je osmé sólové studiové album amerického kytaristy Harveyho Mandela. Vydalo jej v roce 1993 hudební vydavatelství Western Front Entertainment a spolu s Mandelem byli jeho producenty Alan Krockey a Mark Skyer. Jde o jeho první studiové album od roku 1974, kdy vydal nahrávku Feel the Sound of Harvey Mandel.

## Seznam skladeb
| Pořadí | Název                | Autor                     | Délka |
| ------ | -------------------- | ------------------------- | ----- |
| 1.     | Twist City           | D. Schultz, Mandel        | 3:54  |
| 2.     | Shot Gun Man         | Schultz, Mandel           | 4:11  |
| 3.     | Electric Voodoo Doll | Schultz, Mandel           | 3:08  |
| 4.     | Jack's Coffee Shop   | Mark Skyer, Mandel        | 3:08  |
| 5.     | I Had a Dream        | Isaac Hayes, David Porter | 4:27  |
| 6.     | Bear Down            | Skyer, Mandel             | 4:27  |
| 7.     | Crosscut Saw         | R. G. Ford                | 3:37  |
| 8.     | Uptown               | Mandel                    | 2:26  |
| 9.     | Never Let You Go     | Skyer                     | 9:48  |

## Obsazení
- Harvey Mandel – sólová kytara
- Criss Johnson – rytmická kytara
- James Kirk – baskytara
- Roosevelt Purifoy – klavír
- John Cammelot – varhany
- Matthew Skoller – harmonika
- Mark Ohlsen – trubka
- Michael Halpin – pozoun
- Brian Ripp – barytonsaxofon
- Steve Eisen – tenorsaxofon
- Mark Skyer – zpěv